# Добровољци (филм)
Добровољци је југословенски филм из 1986. године. Режирао га је Предраг Голубовић, а сценарио су писали Ратко Ђуровић и Влатко Гилић.

## Радња
Филм је приказ догодовштина седморице "добровољаца" који присилно заврше као учесници ратног сукоба о којем немају апсолутно никаквих информација.
Седам „добровољаца“ су изненада и без своје воље увучени у рат за који не знају где се води, због чега се води, нити против кога је уперен. Све се догађа на идиличној плажи која је ратни положај „добровољаца“. Међутим, ваздушни десант и долазак непријатељске подморнице стварају нове заплете који се изненада драматично завршавају.

## Улоге
| Глумац                   | Улога      |
| ------------------------ | ---------- |
| Велимир Бата Живојиновић | ватрогасац |
| Љубиша Самарџић          | келнер     |
| Мустафа Надаревић        | гинеколог  |
| Боро Беговић             | митраљезац |
| Богдан Диклић            | свештеник  |
| Радко Полич              | туриста    |
| Жарко Лаушевић           | спортиста  |
| Љуба Тадић               | генерал    |
| Биљана Ристић            | Лола       |
| Иван Бекјарев            | новинар    |
| Бата Камени              |            |
| Гојко Ковачевић          |            |
| Предраг Милинковић       |            |
| Младен Нелевић           |            |
| Јорданчо Чевревски       |            |
| Момир Газивода           |            |